# Elektrana na vodik Fusina
Elektrana na vodik Fusina je prva elektrana industrijskih dimenzija koja koristi vodik kao pogonsko gorivo (vodikova ekonomija). Elektrana u čiju je gradnju uloženo 50 milijuna eura ima snagu od 16 MW i pokriva godišnje potrebe 20 000 kućanstava. Puštena je u pogon u ponedjeljak 12. srpnja 2010., u mjestu Fusina pokraj Venecije. Ovaj položaj prve elektrane na vodik odabran je zbog blizine termoelektrane na ugljen i petrokemijskoga kompleksa u Margheri, odakle se dobiva sirovina za pokretanje elektrane - vodik.
Elektrana ima snagu 16 MW i temelji se na kombiniranom ciklusu, gdje se vodik upotrebljava kao pogonsko gorivo. Elektrana ne ispušta ugljikov dioksid CO2, a u minimalnim količinama ispušta dušični oksid. Toplinska energija se preko plinske turbine pretvara u električnu energiju i razvija snagu od 12 MW. Dodatnih 4 MW se dobiva korištenjem ispušnih plinova iz postojeće termoelektrane na ugljen.
Elektrana na vodik proizvodit će 60 milijuna kWh godišnje, čime se planira zadovoljiti potrebe za energijom 20 000 kućanstava. Za dobivanje sirovine za pogon elektrane upotrebljavat će se i 70 000 tona otpada prikupljenog u gradovima, koji proizvede 300 000 stanovnika. Kao pogonsko gorivo u obližnjoj elektrani upotrebljava se prikupljeni kruti gradski otpad. Na taj način korištenjem energije iz otpada se izbjegava ispuštanje ugljikovog dioksida CO2 u zrak, u količini od 60 000 tona godišnje. Za sada je ovakvo ulaganje od 5 do 6 puta skuplje od ulaganja u klasične termoelektrane, ali isplativost u smislu očuvanja okoliša je velika, tako da se na dugi rok ovakva investicija isplati.
Regija Veneto, grad Venecija, ministarstvo za okoliš i udruga venecijanskih industrijalaca uložili su oko 4 milijuna eura 2003. za pokretanje projekta Hydrogen Park. Cilj projekta je promicati pretvorbe industrijskoga kompleksa u Margheri u prostor upotrebe novih tehnologija, posebno u upotrebi vodika kao pogonskog goriva za vozila i elektrane. O uporabi vodika kao energenta govori se već godinama. Postoje automobili s pogonom na vodik, ali su za sada jako skupi. Razvojem tehnologije zasigurno će se smanjiti i troškovi proizvodnje automobila i elektrana s pogonom na vodik.
U elektrani u Fusini se vodik upotrebljava kao gorivo, odnosno izgara unutar kotla. Do sada je vodik bio ostatak u proizvodnji etilena u petrokemijskom kompleksu Marghera i bio je otpad u količini od 1,3 tone na sat. Sada iz petrokemijskog postrojenja odlazi kroz 4 kilometra dugu cijev do elektrane, u kojoj proizvodi električnu struju. No i dobivena toplina se upotrebljava za proizvodnju pare, koja se koristi u parnoj turbini obližnje elektrane na ugljen. Stvaranje područja za vodik (vodikova ekonomija) na prostoru Porto Marghera (gdje se nalazi golema petrokemijska industrija) strateška je inicijativa nacionalnog i europskog razvoja. U vrijeme kad cijena proizvodnje energije raste, pronalaze se načini što boljeg iskorištavanja onoga što se prije bacalo kao otpad. Italija sve više ulaže u nove obnovljive tehnologije, odnosno projekte za dobivanje čiste energije. 
Tvrtka Enel koja je sagradila ovu elektranu na vodik ima još jedan važan ekološki projekt koji bi trebao smanjiti efekt staklenika. Riječ je o skladištenju ugljičnog anhidrida, koji proizvodi termoelektrana na ugljen u Brindisiju, na jugu Italije, unutar dubokih geoloških naslaga, odnosno na prostorima iz kojih je izvučena nafta ili prirodni plin. Pokus je započeo 2010. 